# Thomas Olk
Thomas Olk (* 14. Oktober 1951 in Lübeck; † 4. März 2016) war ein deutscher Sozialpädagoge.

## Leben
Olk studierte von 1972 bis 1980 Erziehungswissenschaft mit der Studienrichtung Sozialarbeit/Sozialpädagogik und Soziologie in Bonn und Bielefeld. Nach der Promotion 1985 an der Fakultät für Pädagogik an der Universität Bielefeld war er ab 1993 Inhaber des Lehrstuhls (C4) für Sozialpädagogik und Sozialpolitik am Fachbereich Erziehungswissenschaften der Martin-Luther-Universität Halle-Wittenberg.
Seine Arbeits- und Forschungsschwerpunkte waren Professionalisierung helfender Berufe, Dritte-Sektor- und Wohlfahrtsverbändeforschung, Kindheits- und Jugendforschung, Armutsforschung, Jugendhilfeforschung, Sozialpolitikforschung und Engagementforschung.

## Schriften (Auswahl)
- mit Roland Roth: Mehr Partizipation wagen. Argumente für eine verstärkte Beteiligung von Kindern und Jugendlichen. Mit Handlungsempfehlungen für Kommunen. Bertelsmann-Stiftung, Gütersloh 2007, ISBN 3-89204-922-X.
- mit Thomas Gensicke: Bürgerschaftliches Engagement in Ostdeutschland. Stand und Perspektiven. Springer VS, Wiesbaden 2014, ISBN 3-658-03787-3.
- mit Karsten Speck: Von den Nachbarn lernen – internationaler Vergleich von Jugendsozialarbeit an Schule. Dt. Rotes Kreuz, Berlin 2015, ISBN 978-3-00-048588-6.
- mit Martin Rüttgers: Netzwerke der Engagementförderung. Netzwerkanalysen mit dem Fokus auf die 16 Bundesländer. Wochenschau Verlag, Frankfurt am Main 2018, ISBN 3-7344-0636-6.